# Szebed
Szebed (szlovákul Sebedražie) község Szlovákiában, a Trencséni kerületben, a Privigyei járásban.

## Fekvése
Privigyétől 4 km-re délre.

## Története
1245-ben emíltik először „Scepreda”, „Scepredras” alakban. Királyi birtok volt, 1350-től az éleskői váruradalom része. 1388-ban „Zebedras” néven szerepel a korabeli forrásokban. 1434-től a Majthényi család tulajdonában állt. 1553-ban 10 portája adózott és még 3 lakatlan háza is volt. 1675-ben 39 gazda és 15 zsellérháza létezett 199 lakossal. A 18. századtól a Berényi család birtoka. 1715-ben 19 jobbágytelekkel rendelkezett. 1778-ban 357 lakosa volt.
A 18. század végén Vályi András így ír róla: „SZEBEDRÁZ. Tót falu Nyitra Várm. földes Ura Majthényi Uraság, lakosai katolikusok, fekszik Privigyéhez fél mértföldnyire; határja középszerű.”
1828-ban 63 házában 439 lakos élt, akik főként mezőgazdasággal, fuvarozással, napszámos munkákkal foglalkoztak. A faluban malom és fűrésztelep is működött. Sok volt a kézműves is.
Fényes Elek 1851-ben kiadott geográfiai szótárában így ír a faluról: „Szebedrás, tót falu, Nyitra vmegyében, 439 kath. lak. Kath. paroch. templommal. F. u. b. Braunecker özvegye. Ut. p. Privigye.”
Borovszky Samu monográfiasorozatának Nyitra vármegyét tárgyaló része szerint: „Szebedrázs, a Nyitra-völgyben, Privigyétől délre fekvő tót község, 520 r. kath. vallásu lakossal. Posta-, táviró- és vasúti állomása Privigye. Kath. temploma a mult század közepén épült. Kegyura a vallásalap. A község 1245-ben Kesselőkő várának tartozéka volt és azután is a Majthényiak voltak a földesurai.”
A trianoni diktátumig Nyitra vármegye Privigyei járásához tartozott.

## Népessége
| Év:            | 1994. | 2004.   | 2014.   | 2024.   |
| -------------- | ----- | ------- | ------- | ------- |
| Emberek száma: | 1666  | 1726    | 1771    | 1666    |
| Eltérés:       |       | +3,60 % | +2,60 % | -5,92 % |

| Év:            | 2023. | 2024.   |
| -------------- | ----- | ------- |
| Emberek száma: | 1688  | 1666    |
| Eltérés:       |       | -1,30 % |

1910-ben 663, túlnyomórészt szlovák anyanyelvű lakosa volt.
2001-ben 1675 lakosából 1654 szlovák volt.
2011-ben 1720 lakosából 1651 szlovák volt.

## Neves személyek
- Itt született 1902-ben Ján Mjartan szlovák néprajzkutató.

## Nevezetességei
- Szent Borbála tiszteletére szentelt római katolikus temploma eredetileg gótikus volt, a 15. század második felében említik először. A 17. század első felében és 1874-ben átépítették.

## Külső hivatkozások
- E-obce.sk Archiválva 2009. január 29-i dátummal a Wayback Machine-ben
- Községinfó
- Szebed Szlovákia térképén